# Cmentarz komunalny w Słubicach
Cmentarz komunalny w Słubicach (w latach 1814–1945 jako Frankfurter Dammvorstadt-Friedhof) – jeden z cmentarzy komunalnych województwa lubuskiego, położony przy ul. Sportowej (odcinek pokryty kostką brukową nazywany jest także ulicą Cmentarną) w Słubicach. Cmentarz ulokowany został na wzniesieniu nazywanym historycznie Wzgórzami Żydowskimi (niem. Judenberge) nieopodal okazałego stadionu SOSiR.

## Historia
Najstarszą publikacją na temat cmentarza jest Die Einweihung des neuen Kirchhofs für die Dammvorstadt autorstrwa Johanna Ludwiga Kriele z 1814. Pierwszy pochówek odbył się tutaj dnia 22 maja 1814.
W 1901 cmentarz zyskał cmentarną kaplicę z okazałym piaskowym portykiem. W 1928 nekropolię poszerzono o część leśną, tzw. Waldfriedhof. Ostatnią osobą pochowaną w tym miejscu pod administracją niemiecką była Minna Friedrichson (25 stycznia 1945).
Od wiosny 1945 cmentarz znajduje się pod administracją polską. Tymczasowo pochowano tu kilkunastu żołnierzy radzieckich poległych w regionie (ich zwłoki przeniesiono wkrótce potem na cmentarz żołnierzy radzieckich w Cybince). Wzniesiono też tzw. Grób Nieznanego Żołnierza z następującą inskrypcją: „Tu spoczywa 7-miu nieznanych żołnierzy Wojska Polskiego poległych w roku 1945 na ziemi słubickiej w walce z faszyzmem o wyzwolenie Ojczyzny. Cześć ich pamięci!”.
Na początku lat 80. XX wieku oficjalnie zakazano obecności tablic nagrobnych wykonanych w języku niemieckim (musiały zostać spolszczone lub usunięte z terenu nekropolii). Później rozebrano także starą, poniemiecką kaplicę.
W nieco wyższym punkcie nekropolii wybudowano nową kaplicę, a następnie postarano się o jej zadaszenie. W 2008 dokonano przebudowy chodników. W październiku 2010 na cmentarzu postawiono symboliczny kamień z tablicą ku czci pionierów powojennego szkolnictwa w Słubicach. Inicjatorem umieszczenia tablicy był miejscowy oddział Związku Nauczycielstwa Polskiego.
Jesienią 2011 z inicjatywy regionalisty Rolanda Semika w zachodniej, historycznej części cmentarza pojawiła się dwujęzyczna tablica pamiątkowa ku czci pochowanych w tym miejscu przed 1945 oraz lapidarium dla poniemieckich kości, walających się na powierzchni ziemi po zakończeniu tu prac przygotowawczych pod przyszłe polskie groby. O obecność takiej tablicy apelowali wcześniej m.in. frankfurccy historycy Eckard Reiß oraz Joachim Schneider, jednak ich prośby pozostawały bez reakcji.
Tekst tablicy zaproponowany przez Eckarda Reißa brzmiał: Ku pamięci zmarłych frankfurckiego cmentarza w Dammvorstadt 22.05.1814-25.01.1945. Ostateczna wersja wykonanej tablicy brzmi dzisiaj: Pamięci spoczywających na dawnym cmentarzu Frankfurtu nad Odrą – Dammvorstadt istniejącym w tym miejscu do 1945 roku.

## Pochowani przed wojną (znani z nazwiska)
W archiwum miejskim we Frankfurcie nad Odrą znajduje się rejestr pochowanych na cmentarzu w latach 1897–1935. Na podstawie publikacji miejscowych historyków i regionalistów, m.in. Eckarda Reißa, można odtworzyć nazwiska osób pochowanych tu przed 1945 r., m.in.:
- Karl Albin (1844-1907)
- Marie Berker z d. Seyfarth (1844-1914)
- Wilhelm Berrmann (1861-1930)
- Friedrich Boggasch (1845-1909)
- Karoline Boggasch z d. Koppe (1848-1921)
- Wilhelm Böhme (1880-1940) – wicedyrektor miejskich warsztatów szkolnych
- Marie Bullack z d. Vorrath (1833-1907)
- Paul Büschel (1874-1937) – dyrektor miejscowej ubezpieczalni
- Franz Collath (1876-1942) – dyrektor fabryki broni myśliwskiej Teschner&Collath
- Helene Czymnick (zm. 1918)
- Anna Edler (1883-1884)[4]
- Minna Friedrichson (zm. 1945) – ostatnia pochowana pod administracją niemiecką
- Marie Fritsche (1863-1928)
- Harttung
- Emilie Kaler z d. Laufer (1832-1908)
- Adolf Kirschner (1851-1925), Johanna Kirschner z d. Fiegen (1851-1908)
- Arthur Koch (1888-1914) – nauczyciel, podoficer
- Eliese Kretschmer z d. Forchner (1862-1942)
- Paul Maeck (1884-1905)
- Heinrich Malcomeß (1836–1900) – architekt, radca budowlany, projektant wieży Kleista
- Heinrich Schütz (1894-1927) – sierżant policji[4]
- Anna Schmidt z d. Modrow (1847-1928)
- Wilke

## Pochowani po wojnie
- Władysław Aleksandrzak (1913-2007) – uczestnik wojny obronnej 1939 r., więzień obozów koncentracyjnych Buchenwald i Dachau[5]
- Stanisław Brzozowski (1901-1970) – powstaniec wielkopolski i śląski, uczestnik wojny polsko-bolszewickiej i wojny obronnej 1939 r.[6][5]
- Stefan Chmielewski (1921-2005) – jeden z pierwszych mieszkańców miasta, pośmiertnie honorowy obywatel Słubic[7]
- Stanisław Ciecierski (1940-2006) – 1998-2002 burmistrz Słubic[8]
- Karol Cymorek (1916-1989) – uczestnik wojny obronnej 1939 r., prezes Towarzystwa Miłośników Ziemi Słubickiej[9]
- Mieczysław Czyż (1912-1970) – uczestnik wojny obronnej 1939 r.
- Czesław Fórman (1896-1982) – powstaniec wielkopolski[10]
- Szczepan Grześkowiak (1926-2013) – wieloletni dyrektor Liceum Ogólnokształcącego im. Jarosława Dąbrowskiego w Słubicach[11]
- Franciszek Hop (1911-1977) – uczestnik wojny obronnej 1939 r., więzień obozu jenieckiego, prezes MLKS Odra Słubice[12]
- Julian Hryniewiecki (1926-1999) – żołnierz Armii Krajowej, łagiernik[13]
- Józef Juskowiak (1898-1978) – powstaniec wielkopolski[10]
- Romuald Kaznocha (1936-2013) – 1973-1975 naczelnik miasta Słubice, 1978-1981 dyrektor OSiR w Słubicach, 1999-2013 sekretarz Ligi Obrony Kraju w Słubicach[14]
- Józef Kołaciński (1905-1981) – uczestnik wojny obronnej 1939 r.[15]
- ppor. Józef Krupa (1902-1980) – uczestnik wojny obronnej 1939 r., komendant wojenny Słubic w latach 1945–1946
- Antoni Malczyński (1904-1986) – żołnierz Batalionów Chłopskich i Armii Krajowej, więzień Majdanka, niezłomny „żołnierz wyklęty”[5]
- ppor. Jan Nobik (1888-1979) – powstaniec wielkopolski[10][5]
- Klemens Olszewski (1915-1996) – uczestnik wojny obronnej 1939 r.[16]
- Jadwiga Pawlukowska (1927-2018) – żołnierka Armii Krajowej, łagierniczka[17]
- Stefan Pawłowski (1915-2017) – uczestnik wojny obronnej 1939 r.[5]
- por. Marian Przędzik (1891-1969) – powstaniec wielkopolski, żołnierz Korpusu Ochrony Pogranicza, uczestnik wojny obronnej 1939 r.[10]
- Jan Piotr Sławiński (1925-1996) – żołnierz Armii Krajowej, więzień obozu koncentracyjnego Auschwitz[18]
- Bonifacy Sokołowski (1927-2011) – niezłomny „żołnierz wyklęty”[19]
- Stanisław Sokulski (1916-1996) – 1948-1950 burmistrz Słubic[20]
- Stanisław Swacha (1917-1998) – uczestnik wojny obronnej 1939 r.[21]
- Zenon Szemis (1902-1953) – żołnierz Polskich Sił Zbrojnych na Zachodzie[5]
- Józef Szmańda (1927-1990) – 1975-1976 naczelnik miasta Słubice[8]
- Wincenty Tomiak (1902-1988) – powstaniec wielkopolski[4]
- Henryk Weiser (1931-1996) – wieloletni dyrektor Domu Kultury w Słubicach[22]
- Józef Werner (1897-1978) – powstaniec wielkopolski[4]
- Franciszek Zander (1898-1972) – powstaniec wielkopolski[10][23][5]